# آب‌فشان کاسل
آب‌فشان کاسل (انگلیسی: Castle Geyser) یک آب‌فشان در پارک ملی یلواستون، ایالات متحده آمریکا است.
این آب‌فشان که در شهرستان تتون، ایالت وایومینگ قرار دارد دارای پرتاب آب تا ۲۷ متر می‌باشد.

## نگارخانه
- 20-second video of an eruption
- ویلیام هنری جکسون،  1872. Crested Pool is in the foreground.
- Color چاپ‌سنگی by Thomas Moran, 1874
- January 1887, F. Jay Haynes
- انسل آدامز،  ۱۹۴۲
- c. 1952
- Steam phase eruption. آفتاب گرگ‌ومیش are also seen.
- Steam phase in winter
- 2005